# Duddenhausen
Duddenhausen (plattdeutsch Düddenhusen) ist ein Dorf in Niedersachsen und ein Ortsteil des Fleckens Bücken im Landkreis Nienburg (Weser).

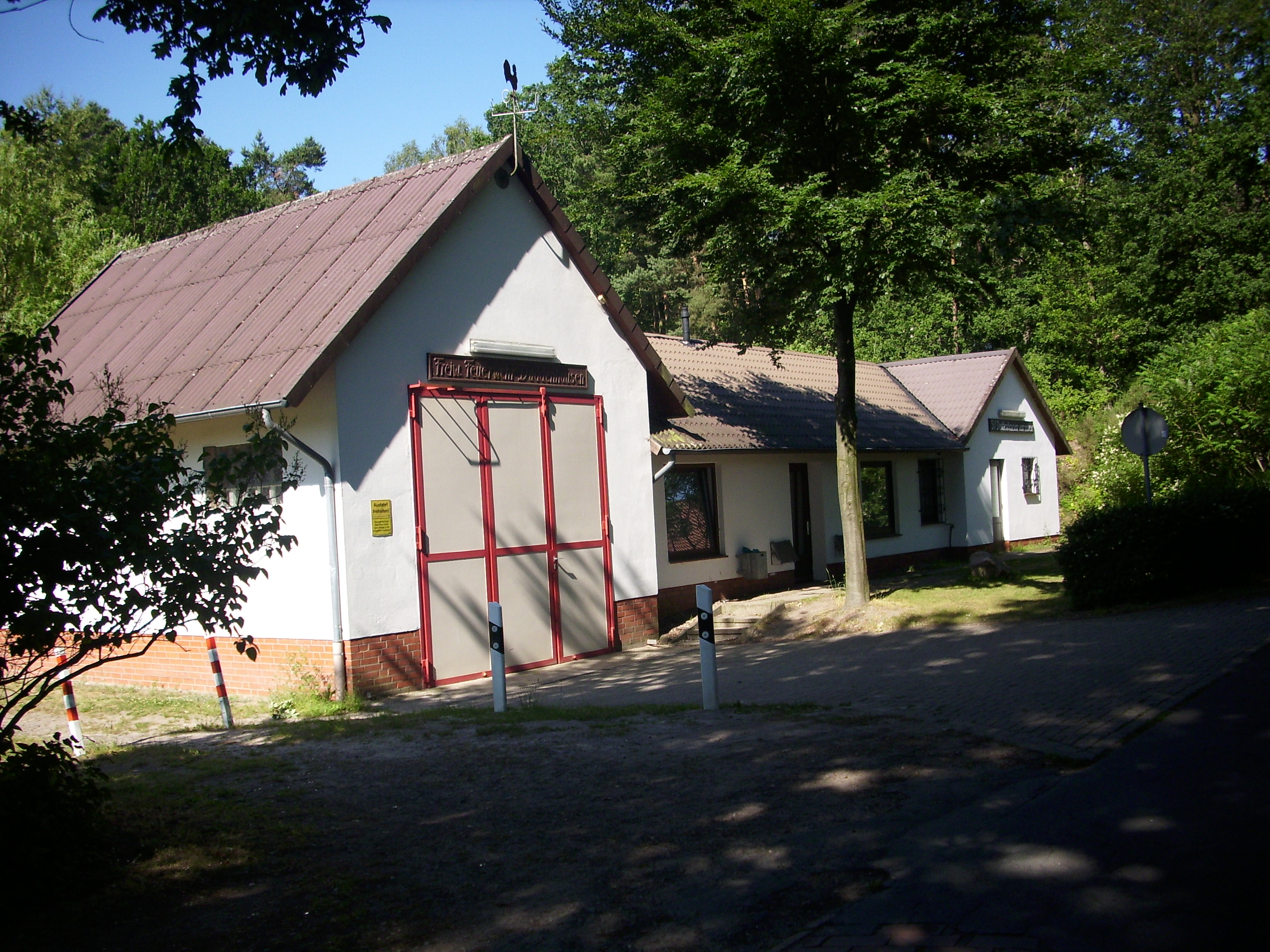
Dorfgemeinschaftshaus mit Feuerwehrhaus, Sportheim und Schießstand

## Geographie
Das Geestranddorf Duddenhausen mit dem Weiler Barke liegt am Rande der Binnengeest. Die Wälder Gendarmenhut, Stühr und Hägerbark liegen 50 m über NN, das Bruch – ein im 19. und 20. Jahrhundert melioriertes Niederungsmoor – auf 20 m über NN. Die Entfernung bis zur Kreisstadt Nienburg/Weser beträgt 25 km, nach Bremen 45 km und nach Hannover 70 km.

## Geschichte

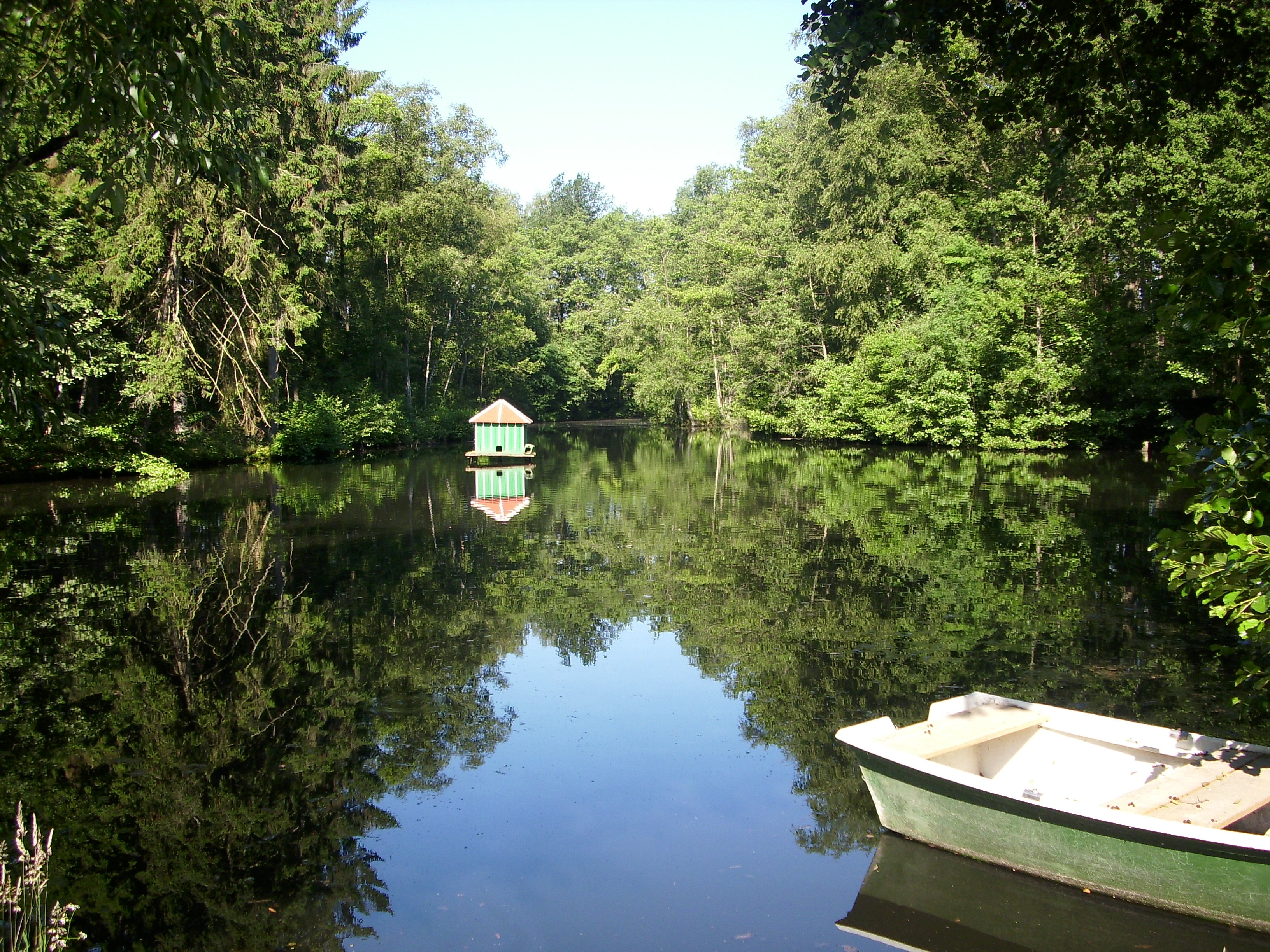
Mühlenteich

987 wurde Duddenhausen erstmals in einer Urkunde des Bremer Erzbistums erwähnt, die jedoch eine Fälschung oder Abschrift des 12. Jahrhunderts ist. Doch lassen Hügelgräber aus der Bronzezeit auf eine viel frühere Besiedlung schließen. Da zwei Vollhöfe und zwei Halbhöfe seit jeher dem Siebenmeierhof in Essen (bei Asendorf) gehörten, kann man davon ausgehen, dass Duddenhausen schon zur Gründung des Stiftes Bücken 882 bestanden hat. 1260 erfolgte die erste sichere urkundliche Erwähnung, in der Graf Burchard von Wölpe dem Stift Bücken zwei Hufen Land in Duddenhausen überlässt. Im 13. Jahrhundert trug ein ritterliches Geschlecht den Namen Duddenhausen. Ob sie ihren Sitz in Duddenhausen gehabt haben, ist unsicher. Neben dem Stift Bücken waren hier auch das Stift Bassum, das Kloster Heiligenberg, die Grafen von Wölpe, die Grafen von Hoya sowie die Adelsfamilien von Klencke und von Behr begütert. Das 1583 angelegte Lagerbuch der Grafschaft Hoya gewährt erstmals Einblicke in die dörflichen Verhältnisse. Es wurden Angaben über Hofstellen, Hofinhaber, Höhe der Abgaben und Größe des Ackerlandes gemacht. Damals gab es in Duddenhausen zwei Vollhöfe, zwei Halbhöfe, zwei Kötter und acht Brinksitzer. Im Dreißigjährigen Krieg 1618–1648 wurden viele Hofstellen zerstört. 1793 gab es zwei Vollhöfe, zwei Halbhöfe, vier Eggekötterhöfe, drei Vollkötterhöfe, zwei Halbkötterhöfe, fünf große Brinksitzer und 14 kleine Brinksitzer. 1840, erst sieben Jahre nach Einführung der Ablösegesetze des Königreichs Hannover, kaufte sich der Vollmeier Wendt mit 1353 Reichstalern frei. Bis in die 1870er Jahre war die Ablösung in Duddenhausen abgeschlossen. 1940 gab es in Duddenhausen 50 Höfe. Erst nach dem Zweiten Weltkrieg kamen Einfamilienhäuser dazu. Seit 1706 gibt es eine Schule in Duddenhausen. 1878 wurde das heute noch erhaltene Schulgebäude gebaut, 1894 kam das Lehrerwohnhaus hinzu. Ab 1965 gab es in der Duddenhäuser Schule nur noch die Klassen 1–4. 1969 wurde die Schule geschlossen und das Schulgebäude verkauft. Seitdem gehen die Schüler in Bücken zur Grundschule. Weiterführende Schulen befinden sich in Hoya. Von 1965 bis 1974 war Duddenhausen eine Mitgliedsgemeinde der Samtgemeinde Bücken. Seit dem 1. März 1974 ist Duddenhausen keine selbstständige Gemeinde mehr. Seitdem ist sie ein Ortsteil des Fleckens Bücken. Der Flecken Bücken gehört seitdem zur neugebildeten Samtgemeinde Grafschaft Hoya.

### Herkunft des Ortsnamens
Aus Dudenhusen entwickelte sich der heutige Ortsname. Dudo ist ein altsächsischer männlicher Vorname und bedeutet der Ältere. Die Endung -hausen im Ortsnamen und die Lage im Stammesherzogtum Sachsen weist auf eine Besiedlung zwischen den Jahren 800 und 1000 hin. Die Ortsnamen Dudensen, Doenhausen (bei Eystrup), Düdinghausen (bei Steyerberg) und Dudenhausen (Barntrup) haben denselben Ursprung.

### Bevölkerungsentwicklung
| Jahr | Einwohner |
| ---- | --------- |
| 1821 | 278       |
| 1848 | 315       |
| 1871 | 317       |
| 1905 | 298       |
| 1910 | 311       |
| 1925 | 281       |
| 1933 | 279       |

| Jahr | Einwohner |
| ---- | --------- |
| 1939 | 254       |
| 1946 | 439       |
| 1950 | 421       |
| 1961 | 299       |
| 1970 | 314       |
| 1980 | 250       |
| 2005 | 300       |

## Wirtschaft und Infrastruktur
Duddenhausen ist seit Jahrhunderten von der Landwirtschaft geprägt. Die verbliebenen landwirtschaftlichen Familienbetriebe bauen Weizen, Roggen, Hafer, Gerste, Mais, Zuckerrüben und Kartoffeln an. Von Bedeutung ist auch der Anbau von Spargel und Kulturheidelbeeren.
Seit zirka 1950 wird die Geestringbrennerei betrieben.

Die in Duddenhausen produzierte Milch wird von der Molkerei Grafschaft Hoya e. G. in Asendorf (Landkreis Diepholz) verarbeitet.
Des Weiteren befinden sich in Duddenhausen ein ökologischer Weinhandel, eine Tierarztpraxis mit Hengststation, ein Islandpferde-Gestüt, eine Fahrradwerkstatt, ein Architekturbüro und ein Baugeschäft.

Die meisten Einwohner sind Berufspendler nach Hoya, Nienburg, Minden, Verden und Bremen.

### Verkehr
Durch Duddenhausen führt die Kreisstraße 136. Sie verläuft von Hoyerhagen über Duddenhausen nach Asendorf zur Bundesstraße 6.

An Schultagen fährt fünfmal täglich ein Bus der Verkehrsgesellschaft Landkreis Nienburg nach Bücken und Hoya.

### Sehenswertes

#### Baudenkmale

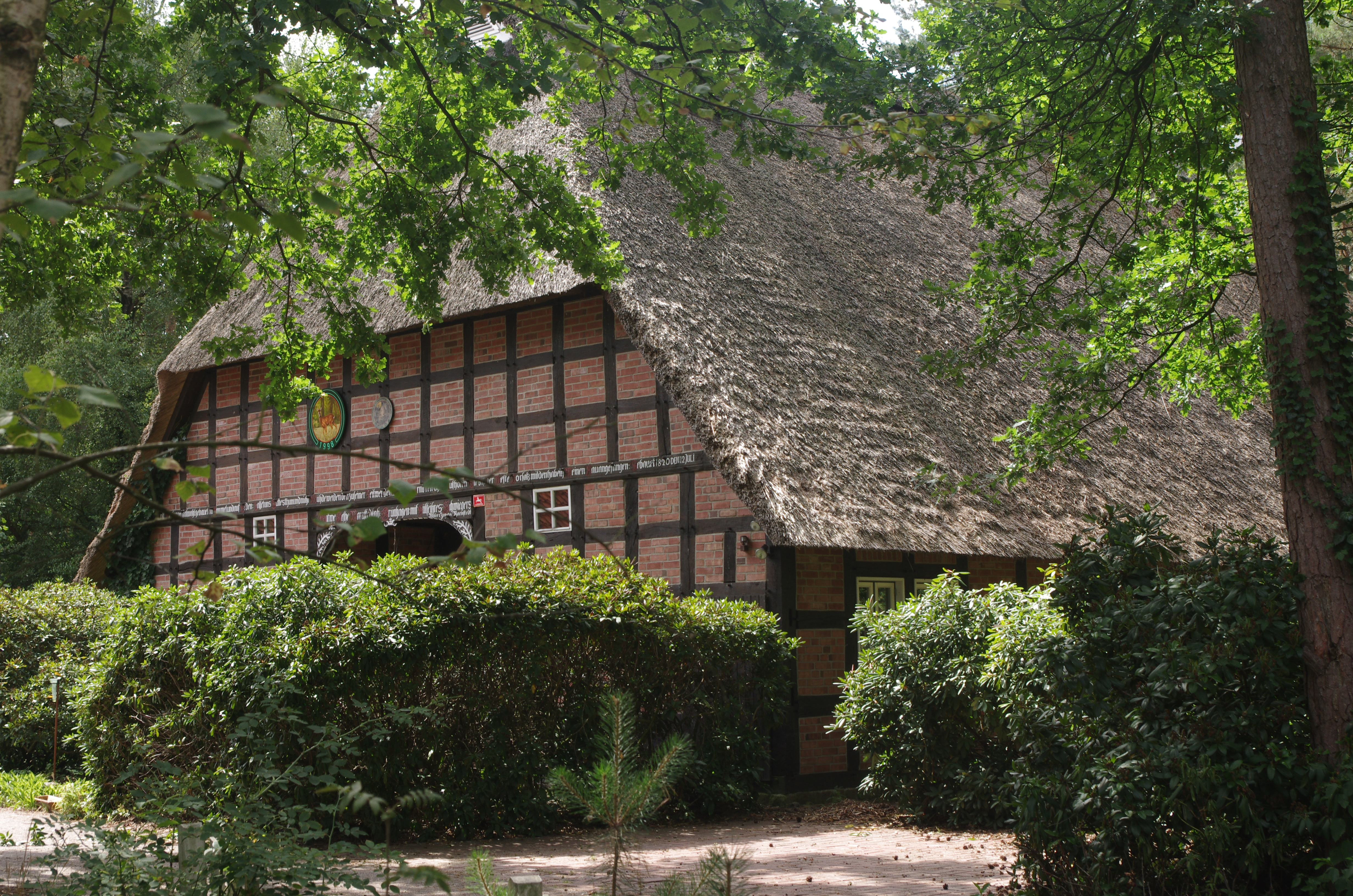
Wohn-Wirtschaftsgebäude, Duddenhausen 63

In der Liste der Baudenkmale in Bücken sind für Duddenhausen zehn Baudenkmale aufgeführt, darunter:
- Hofanlage Duddenhausen 6 vom 17. und 18. Jahrhundert,  Wohn- und Wirtschaftsgebäude von 1686 als  Zweiständer-Hallenhaus.
- Wohn- und Wirtschaftsgebäude Duddenhausen 63 von 1820
- Ehemalige Schule Duddenhausen 42 aus dem 19. Jahrhundert

### Vereine, Einrichtungen
- Schützenverein Duddenhausen von 1901 mit über 100 Mitglieder im Schießstand von 1986 am Sportplatz;  Schützenfest Anfang Mai, Nadel- und Pokalschießen im Sommer sowie Preisdoppelkopf und -knobeln im Winter.
- Freiwillige Feuerwehr Duddenhausen von 1934, hervorgegangen aus einer 1902 gebildeten Pflichtfeuerwehr. Die Feuerspritzen und später das 1963 beschaffte erste Feuerwehrfahrzeug standen in einem Schuppen nahe der ehemaligen Gaststätte Neddermeyer. Dieser Schuppen war für das 1982 neu beschaffte heutige Fahrzeug zu klein. Bis das neue Feuerwehrhaus 1984 am Sportplatz gebaut wurde, stand das neue Tragkraftspritzenfahrzeug beim Hof Bartels. Der Nachwuchs gehört der 1990 gegründeten Jugendfeuerwehr Bücken und Umgebung an.
- Sportverein Duddenhausen von 1959 (über 400 Mitglieder) mit Fußball- und Handballmannschaften.  Zweimal erwarb der Verein Preise vom DFB für seine Jugendarbeit. Jährliche Höhepunkte sind die traditionelle Pfingstradtour sowie Sportwerbe- oder Jugendsportwochen. Seit 2002 ist der Verein Partnerverein des Fußball-Bundesligisten Werder Bremen.
- Dorfgemeinschaftshaus für alle drei Vereine sowie als  gesellschaftlicher Mittelpunkt (Feste, Versammlungen). Zunächst befand sich am Sportplatz nur das Sportheim, 1984 kam an der Ostseite das Feuerwehrhaus dazu und 1986 wurde westlich der Schießstand angebaut. 1996 entstand ein Saal, später die Grillhütte und der Kinderspielplatz.

## Sonstiges

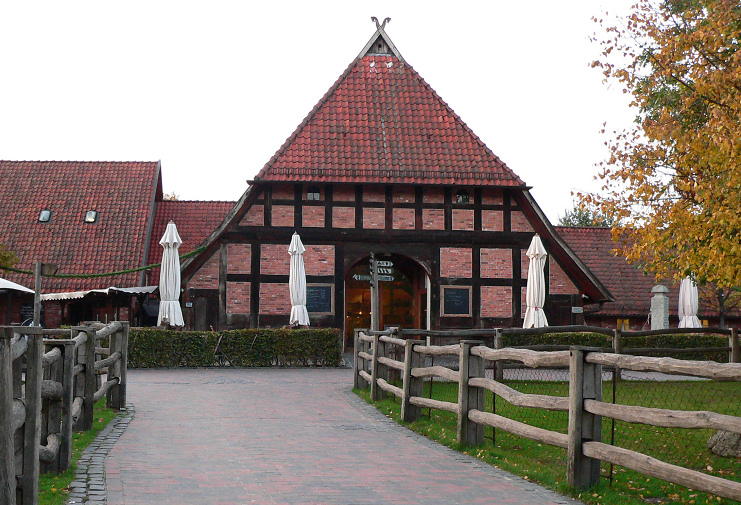
Hofstelle 23 im Zoo Hannover

Ein Zweiständer-Hallenhaus in Eichenfachwerk von 1669 steht heute  im Zoo Hannover und beherbergt das Restaurant Meyers Hof. Es handelt sich um die ehemalige Hausstelle Nr. 23.
Heigln ist eine Konditions-Therapie-Methode. Der 1963 bis 1987 in Duddenhausen lebende Heinz Heigl lernte in sowjetischer Kriegsgefangenschaft das tägliche Körpertraining der Japaner kennen, die dadurch die nötige Moral und Widerstandskraft für das harte Lagerleben erlangten. In Duddenhausen sah er, wie die Bauern schmerzverkrümmt ihre schwere Arbeit auf dem Hof und den ungefederten Ackerschleppern verrichteten, und er brachte ihnen Hilfe. Heigln breitete sich in ganz Deutschland und angrenzenden Ländern aus.
Von 1957 bis 1963 war der Heimatforscher und Pädagoge Otto Bach Lehrer an der Volksschule in Duddenhausen. Er war außerdem Gründer des Sportvereins Duddenhausen.
Es gibt in Duddenhausen keine Straßennamen. Die Hausnummern sind willkürlich verteilt. Als im 18. Jahrhundert die Landschaftliche Brandkasse eingeführt wurde, begann man die Hofstellen zu nummerieren. Man begann in Barke und vergab die Hausnummern (ungefähr) der Reihe nach von Süden nach Norden. Damals kam man bis zur Hausnummer 31. Seitdem werden die Hausnummern nach der Reihenfolge des Baus vergeben.